# Слабкість до війни
Слабкість до війни (англ. A Small Talent for War) — другий сегмент 15-го епізоду 1-го сезону телевізійного серіалу «Зона сутінків».

## Сюжет
Дія відбувається в Раді Безпеки Організації Об'єднаних Націй. Члени наради обговорюють недавній візит таємничого посла, що прибув до них з позаземного простору, а також рішення про переозброєння та приведення військ держав-учасниць засідання у повну бойову готовність, пов'язане з цим візитом. Раптом у кабінеті, де проходить нарада, з'являється той самий таємничий посол та звертається до всіх присутніх з промовою, у якій зазначає, що народ, який він представляє, прискорив еволюцію на обширній території позаземного простору, внаслідок чого відтепер там виникне велика кількість нових цивілізацій, та відмічає, що Земля мала бути однією з тих планет, де була введена «програма посіву», проте через слабкий прогрес у військовій сфері ця ідея втратила свій сенс. На його думку, озброєння й тактика ведення конфліктів землян є жорстокою та водночас неприпустимо примітивною. Тому він вирішує вже наступного дня знищити все життя на Землі методом масштабного вторгнення військ цивілізацій, що знаходяться поза цією планетою. Однак делегату від США вдається вмовити посла дати їм шанс довести, що вони можуть виправдати затрачені на них сили та сподівання з боку позаземних цивілізацій. Посол погоджується на те, щоб дати членам Ради Безпеки ООН рівно одну добу, після чого в разі негативного результату ухвалить остаточне рішення знищити все життя на Землі. Далі таємничий посланець зникає, а члени наради після тривалої дискусії ухвалюють рішення про повне роззброєння на всіх континентах та запровадження миру в усьому світі, вирішивши, що саме до цього їх закликав посол. У процесі дискусій до Ради Безпеки дзвонять з Королівської обсерваторії та повідомляють, що комета Галлея, яка пролітала в цей час неподалік Землі, зникла, що насторожило делегата від СРСР, який до цього часу відносився до всіх цих подій скептично. Рівно через двадцять чотири години посланець з'являється знову й делегат від США починає звітувати перед ним про консенсус, досягнутий внаслідок переговорів з представниками всіх впливових держав. Однак посол, переглянувши письмовий текст рішення, починає сміятися та каже, що його неправильно зрозуміли — він мав на увазі саме вдосконалення озброєнь та методів ведення воєн, а не цілковиту відмову від них. Наприкінці епізоду з неба починають спускатися великі повітряні кулі, а саме небо темніє, що означає початок кінця існування життя на Землі.

## Заключна оповідь
Якщо ми зіштовхнемося з темними силами, то наші навіть найлютіша нерозсудливість здаватиметься наївним жартом. А якщо ні, то нам ніколи не досягти тотального миру, так само як і не позбавитися його, одного разу досягнувши. Ті, хто сумнівається, — візьміть це на замітку, ви тільки що бачили це самі, нехай і оглядово, у зоні сутінків.

## Цікаві факти
- Епізод триває всього вісім хвилин.
- Епізод не має оповіді на початку.
- Наприкінці першої хвилини перегляду можна побачити актора, що грає делегата від України. (Що історично не достовірно)

## Ролі виконують
- Джон Гловер — посол позаземної цивілізації
- Пітер Майкл Гетц — американський дипломат
- Стефан Гіраш — радянський дипломат
- Френ Беннет — голова ООН
- Хосе Ангель Сантана — помічник
- Джилліан Ітон — британський дипломат
- Річард Брестоф — помічник британського дипломата

## Реліз
Прем'єрний показ епізоду відбувся у США та Великій Британії 24 січня 1986.